# 住友電設
住友電設株式会社（すみともでんせつ、英: SUMITOMO DENSETSU CO.,LTD.）は、ビル・工場の内線工事、電力、情報通信、プラント・空調工事等の事業を展開する総合設備会社で住友電気工業株式会社の連結子会社であり、住友グループ広報委員会にも参加する企業である。
JPX日経中小型株指数の構成銘柄の一つ。

## 主力製品・事業
- 電気工事
- 空調設備工事
- 給排水衛生設備工事
- 情報通信工事
- プラント工事
- 土木工事

## 主要事業所
- 大阪本社 - 大阪市西区阿波座2-1-4
- 東京本社 - 東京都港区三田3-12-15
- 中部支社 - 名古屋市中村区太閤3-1-18
- 支店・事業所
  - 北海道支店、東北支店、北関東支店、東関東支店、横浜支店、京都支店、神戸支店、広島支店、四国支店、九州支店、電力事業部東京工事センター、酉島事業所（地中線部）

## 沿革
- 1950年 - 太陽電設工業株式会社として創立。
- 1962年 - 大阪証券取引所市場第2部に上場。
- 1969年 - 同業の工藤電気工事と合併、太陽工藤工事株式会社に社名変更。
- 1972年 - 東京証券取引所市場第2部に上場。
- 1985年 - 住友電設株式会社に商号変更。
- 1985年 - 住電空調株式会社と合併。
- 1995年 - 東京・大阪証券取引所市場第1部に指定替え。

## 歴代社長
- 小林四郎
- 代谷正元
- 相馬一男
- 三浦澄能
- 田中甲三
- 塩谷　章
- 菅沼敬行
- 磯部正人
- 坂崎全男

## 主要関係会社

### 国内グループ企業
- 住電電業株式会社
- 北海道住電電業株式会社
- 名和電業株式会社
- トーヨー電気工事株式会社
- スミセツエンジニアリング株式会社
- アイティ ソリューション サービス株式会社
- 株式会社SEMビジネスサポート
- エスイーエム・ダイキン株式会社
- 株式会社セメック
- 株式会社　インフォテック

関連会社
- 西部電工株式会社

### 海外グループ企業
- P.T TAIYO SINAR RAYA TEKNIK
- TEMACON ENGINEERING SDN.BHD.
- THAI SEMCON CO.,LTD.
- SUMISETSU PHILIPPINES INC.
- 住設機電工程（上海）有限公司
- 上海住設貿易有限公司

## かつてのグループ企業
- スミセツテクノ株式会社（2023年9月に、タカラベルモント株式会社に全株式を譲渡）